# 김종준 (뮤지컬 배우)
김종준(1987년 10월 9일 ~ )은 대한민국의 뮤지컬 배우다.

## 방송
- 더블 캐스팅 (2020) - Top71

## 공연
- 스페셜레터 (2011)
- 마리아 마리아 (2016)
- 영웅 (2017)
- 아이언 마스크 (2018)
- 여명의 눈동자 (2019)
- 스웨그에이지 (2020)